# Illawarra wisharti
Illawarra wisharti is een spinnensoort uit de familie Atracidae. De soort komt voor in de Australische deelstaat New South Wales.

## Etymologie
De soort werd vernoemd naar Graeme Wishart een Australisch arachnoloog en spinnenverzamelaar.

## Verspreidingsgebied
Illawarra-regio van New South Wales.